# Chlorophyllum molybdites
Chlorophyllum molybdites (syn. Lepiota morganii) ist ein Pilz und die Typusart der Gattung Safranschirmlinge. Manche Personen können den Pilz beschwerdefrei verzehren,:363 bei anderen verursacht er dagegen ein Gastrointestinales Syndrom mit Durchfall, Erbrechen und Koliken, weshalb er als giftig gilt. In Nordamerika war er 2004 der am häufigsten verzehrte Giftpilz. Als Gründe dafür werden die großen, auffälligen Fruchtkörper, deren Ähnlichkeit mit dem essbaren Parasol sowie das häufige Vorkommen in der Nähe bewohnter Gebiete genannt. 2011 wurden in Nordamerika 18 Vergiftungen mit Chlorophyllum molybdites registriert, was 15 % aller Vergiftungsfälle mit Pilzen entspricht.

## Merkmale
Es handelt sich um einen imposanten Pilz, dessen Hut halbkugelförmig mit abgeflachter Spitze ist und einen Durchmesser von bis zu 40 cm erreichen kann. Der Hut ist von weißlicher Farbe mit groben braunen Schuppen. Die weißen, im Alter oft grünlichen Lamellen sind frei, erreichen also den Stiel nicht. Der Stiel ist bis zu 25 cm lang und trägt einen kräftigen, doppelten Ring. Die typische Natterung des Parasol fehlt, im Schnitt rötet das Fleisch manchmal schwach. Als sicheres Merkmal zur Abgrenzung von anderen Safran- und Riesenschirmlingen gilt das grüne Sporenpulver.

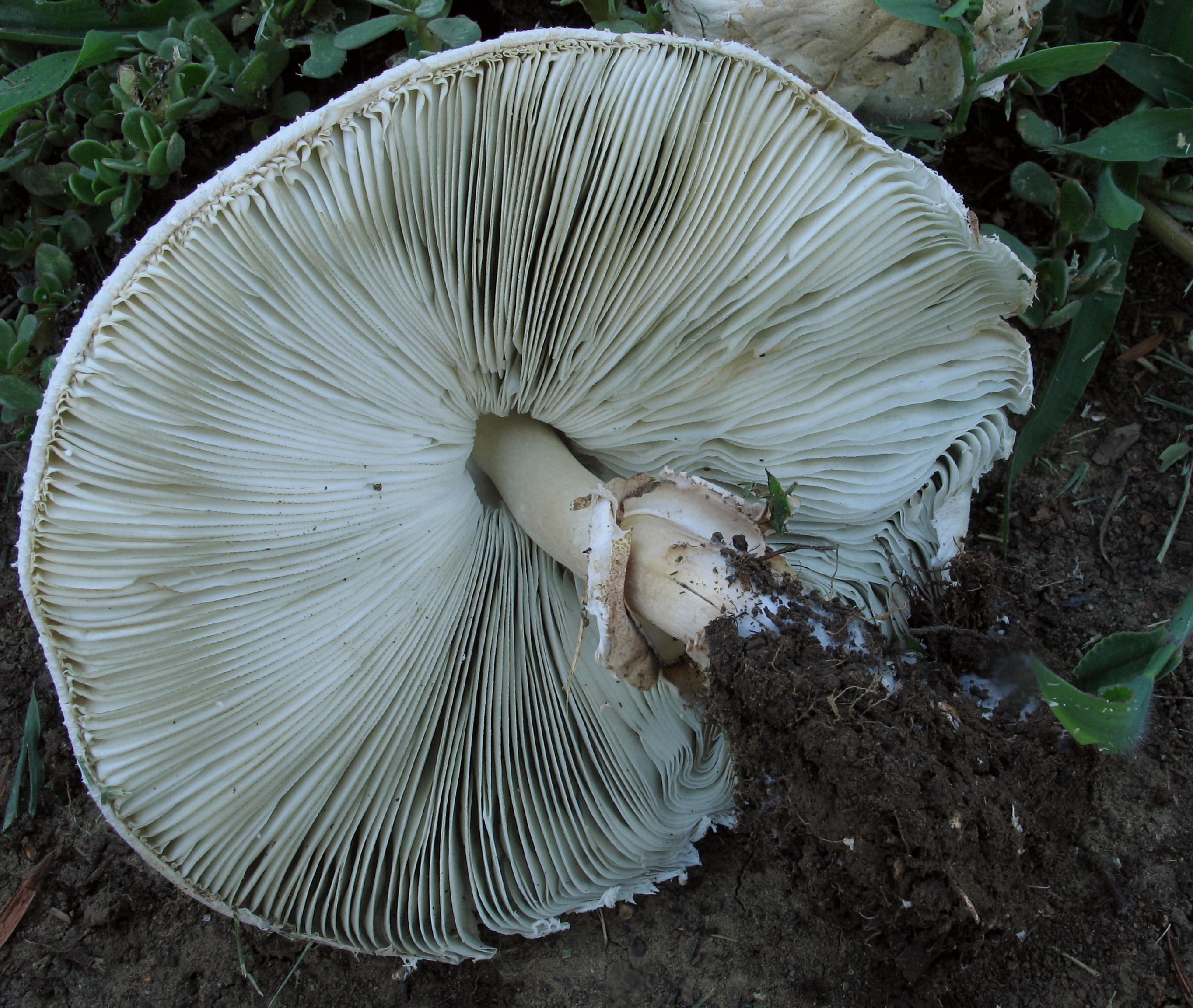
Die Lamellen verfärben sich im Alter durch das ausfallende Sporenpulver grün.
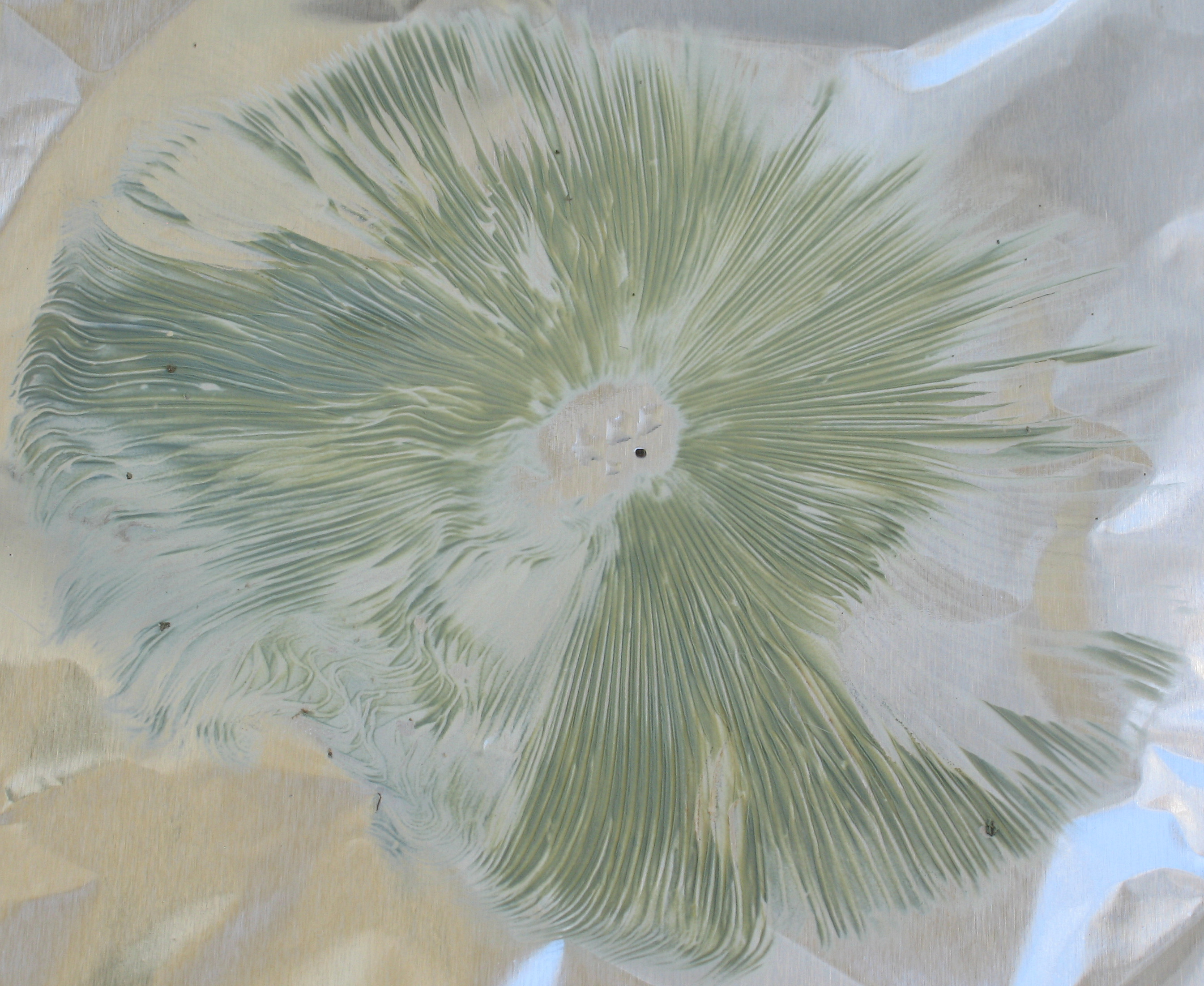
Das Sporenpulver hinterlässt auf der Unterlage einen grünen Abdruck.
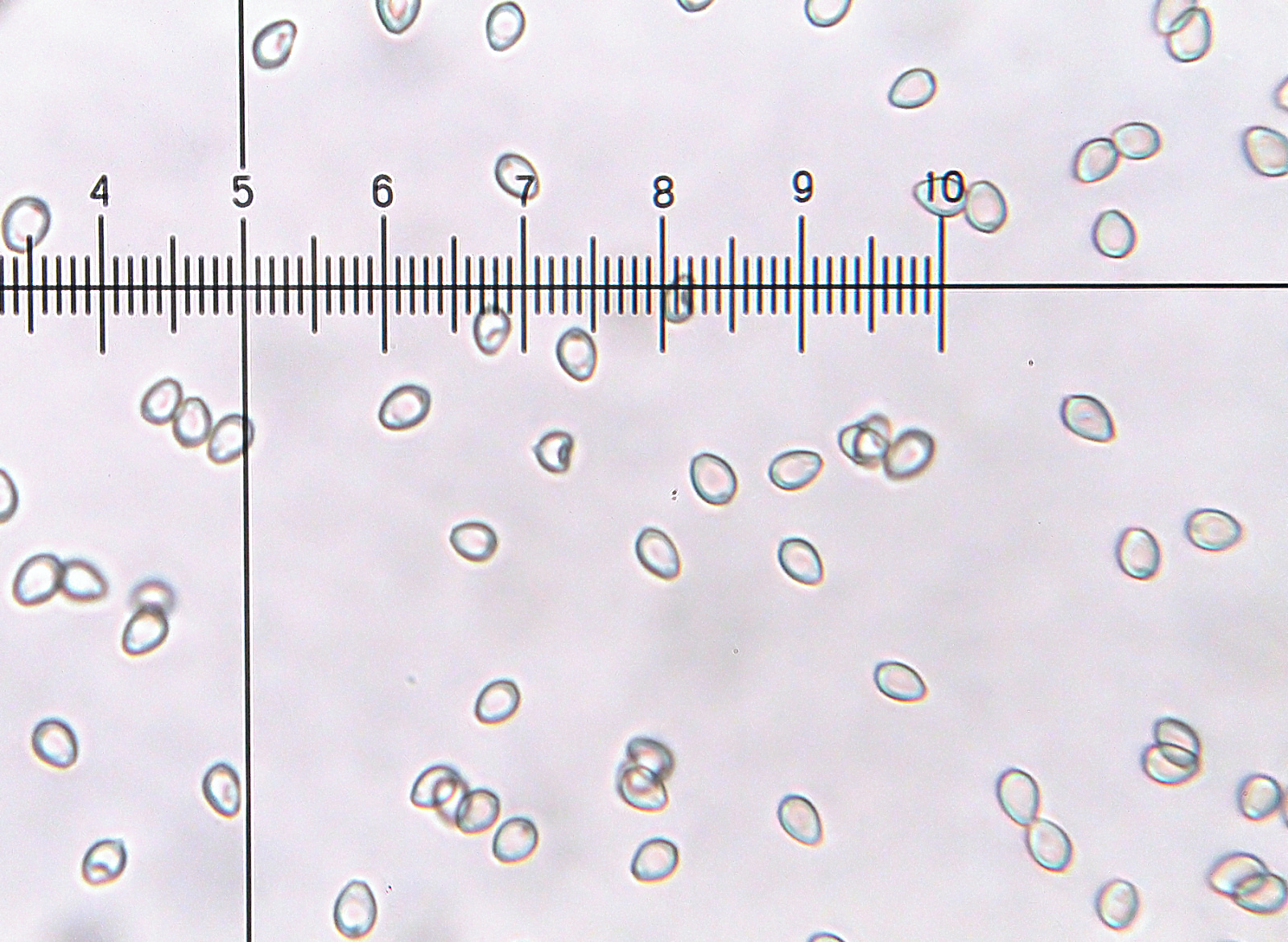
Sporen von Chlorophyllum molybdites im Lichtmikroskop

## Ökologie, Verbreitung und Phänologie

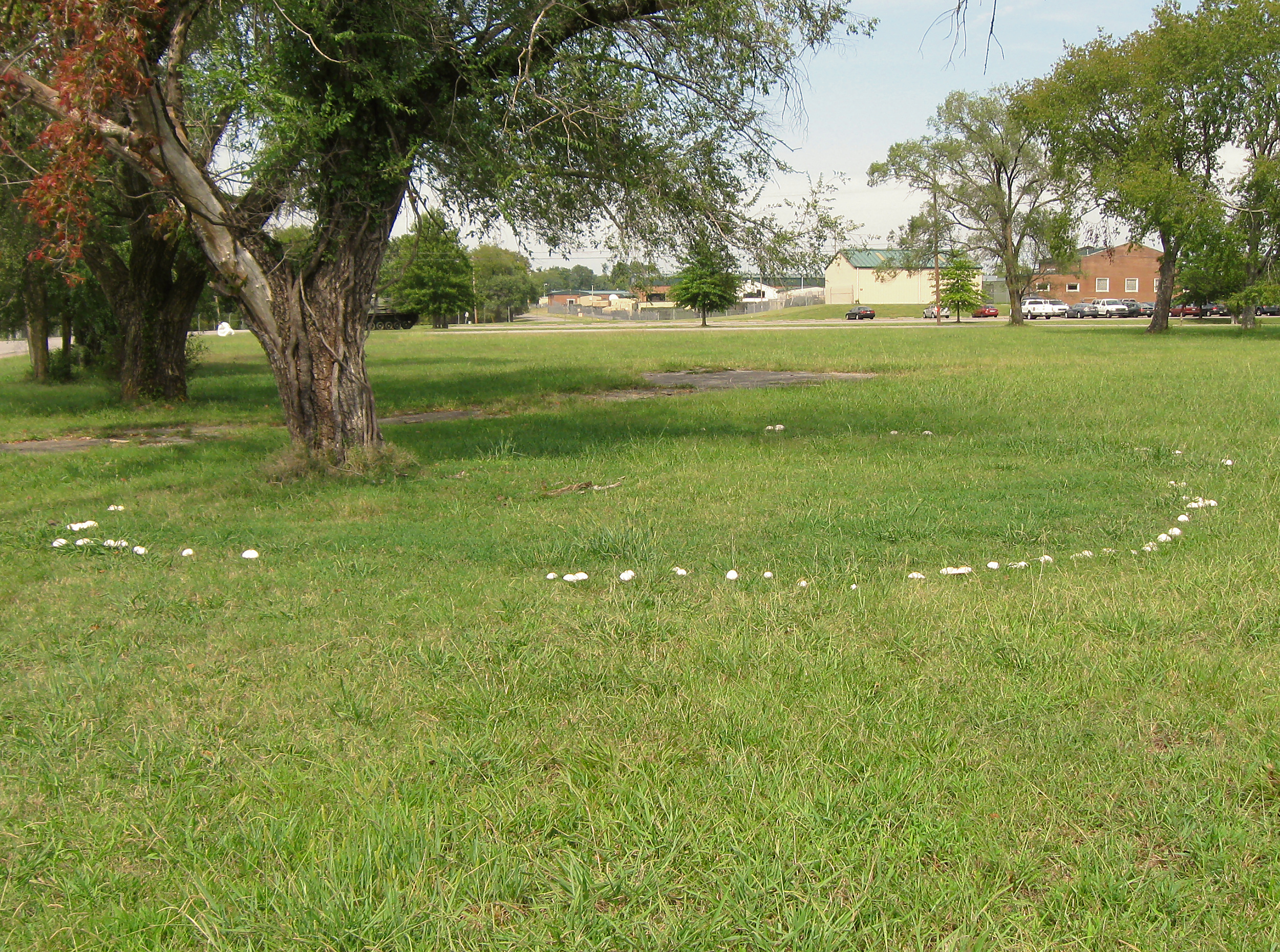
Ein Hexenring aus Fruchtkörpern von Chlorophyllum molybdites auf einer Rasenfläche

Chlorophyllum molybdites wächst in Gärten und Parks im östlichen Nordamerika, in Kalifornien und in subtropischen Regionen in der ganzen Welt wie zum Beispiel Brasilien und Indien.:22 In Australien kommt der Pilz verbreitet im Sommer in bewässerten Gärten vor.:363 Daneben wurde der Pilz auch in andere Länder eingeschleppt. Berichtet wurde über Funde von den Kanaren, in Israel:22, Schottland, Spanien:140, Holland und Schweden.:39
Die Fruchtkörper erscheinen nach Regen im Sommer und Herbst.

## Trivialnomenklatur
Im englischen Sprachgebrauch wird Chlorophyllum  molybdites als „green-spored parasol / lepiota“, kurz auch „green parasol“, oder „false parasol“ bezeichnet. Dagegen hat sich im deutschen Sprachraum wegen des spärlichen Vorkommens noch kein Trivialname etabliert. Bollmann, Gminder und Reil (2007) führen die Art im „Abbildungsverzeichnis europäischer Großpilze“ unter „Giftiger Safranschirmling“. Der Name kollidiert jedoch mit der gängigen Bezeichnung „Gift-Riesenschirmling“ für Macrolepiota venenata – die Art wurde inzwischen als Chlorophyllum  venenatum zu den Safranschirmlingen umkombiniert und heißt jetzt entsprechend der neuen Gattungszugehörigkeit „Gift-Safranschirmling“. Dietmar Winterstein (2012) spricht Chlorophyllum  molybdites in einem Tintlings-Artikel als „Grünsporigen Riesenschirmling“ bzw. „Falschen Parasol“ an.:21